# Tour de Taiwán 2018
La 16.ª edición del Tour de Taiwán se disputó entre el 11 al 15 de marzo de 2018 en Taiwán con inicio en la ciudad de Taipéi y final en Dapeng Bay. La carrera consistió de un total 5 etapas y recorrió una distancia de 718,9 kilómetros.
La carrera forma parte del UCI Asia Tour 2018 bajo categoría 2.1 y fue ganada por el ciclista japonés Yukiya Arashiro de la Selección de Japón. El podio lo completaron el australiano Jonathan Clarke del UnitedHealthcare  y el belga Jimmy Janssens del Cibel-Cebon.

## Equipos participantes
Tomaron la partida un total de 19 equipos de los cuales 4 fueron equipos Profesionales Continentales, 10 Continentales y 5 selecciones nacionales, quienes conformaron un pelotón de 112 ciclistas de los cuales terminaron 100:
| Equipos continentales profesionales (4)- Nippo-Vini Fantini-Europa Ovini - Israel Cycling Academy - UnitedHealthcare - Wilier Triestina-Selle Italia Equipos continentales (10)- Cibel-Cebon - Bennelong-SwissWellness-Cervélo - Illuminate - Hrinkow Advarics Cycleang - Team Ukyo - Elevate-KHS Pro Cycling - Sapura - HKSI Pro Cycling Team - Memil-CCN Pro Cycling - RTS-Monton Racing Equipos nacionales (5)- Japón - Sudáfrica - China Taipéi - Tailandia - Corea del Sur |
| |

## Etapas
| Etapa     | Fecha     | Recorrido                           | type                   | Distancia (km) | Ganador        | Líder           |
| --------- | --------- | ----------------------------------- | ---------------------- | -------------- | -------------- | --------------- |
| 1.ª etapa | 11 de mar | Taipei City Hall – Taipei City Hall | etapa llana            | 83,2           | Hayato Okamoto | Hayato Okamoto  |
| 2.ª etapa | 12 de mar | Taoyuan – Jiaobanshan Gongyuan      | etapa de media montaña | 120            | Robbie Hucker  | Robbie Hucker   |
| 3.ª etapa | 13 de mar | Hsinchu HSR station – 石岡區        | etapa de media montaña | 156,3          | Edwin Ávila    | Jonathan Clarke |
| 4.ª etapa | 14 de mar | Nantou – Xiangshan, Taipei          | etapa escarpada        | 166,6          | Cameron Bayly  | Yukiya Arashiro |
| 5.ª etapa | 15 de mar | Pingtung – Dapeng Bay               | etapa llana            | 192,8          | Luca Pacioni   | Yukiya Arashiro |

### 1ª etapa
| \| Clasificación de la etapa \| Clasificación de la etapa \| Clasificación de la etapa \| Clasificación de la etapa \| Clasificación de la etapa \| \| Ciclista \| Ciclista \| Equipo \| Tiempo \| \| \| ------------------------- \| ------------------------- \| ----------------------------- \| ------------------------- \| ------------------------- \| \| 1.º \| Hayato Okamoto \| Japón \| 1 h 48 min 55 s \| \| \| 2.º \| Seo Joon-yong \| Corea del Sur \| + 0 s \| \| \| 3.º \| Raymond Kreder \| Team Ukyo \| + 0 s \| \| \| 4.º \| Rei Onodera \| Japón \| + 0 s \| \| \| 5.º \| Edwin Ávila \| Israel Cycling Academy \| + 0 s \| \| \| 6.º \| Luca Pacioni \| Wilier Triestina-Selle Italia \| + 0 s \| \| \| 7.º \| Roy Eefting \| Memil-CCN Pro Cycling \| + 0 s \| \| \| 8.º \| Akmal Hakim Zakaria \| Team Sapura Cycling \| + 0 s \| \| \| 9.º \| Ryu Suzuki \| Japón \| + 0 s \| \| \| 10.º \| Mohamad Izzat Abdul Halil \| Team Sapura Cycling \| + 0 s \| \| |                           |                               |                 |
| |                           |                               |                 |
| Fuente: ProCyclingStats |                           |                               |                 |
| Clasificación de la etapa |                           |                               |                 |
| Ciclista | Ciclista                  | Equipo                        | Tiempo          |
| 1.º | Hayato Okamoto            | Japón                         | 1 h 48 min 55 s |
| 2.º | Seo Joon-yong             | Corea del Sur                 | + 0 s           |
| 3.º | Raymond Kreder            | Team Ukyo                     | + 0 s           |
| 4.º | Rei Onodera               | Japón                         | + 0 s           |
| 5.º | Edwin Ávila               | Israel Cycling Academy        | + 0 s           |
| 6.º | Luca Pacioni              | Wilier Triestina-Selle Italia | + 0 s           |
| 7.º | Roy Eefting               | Memil-CCN Pro Cycling         | + 0 s           |
| 8.º | Akmal Hakim Zakaria       | Team Sapura Cycling           | + 0 s           |
| 9.º | Ryu Suzuki                | Japón                         | + 0 s           |
| 10.º | Mohamad Izzat Abdul Halil | Team Sapura Cycling           | + 0 s           |

| \| Clasificación general \| Clasificación general \| Clasificación general \| Clasificación general \| Clasificación general \| \| Ciclista \| Ciclista \| Equipo \| Tiempo \| \| \| --------------------- \| --------------------- \| ----------------------------- \| --------------------- \| --------------------- \| \| 1.º \| Hayato Okamoto \| Japón \| 1 h 48 min 45 s \| \| \| 2.º \| Mario Vogt \| Team Sapura Cycling \| + 2 s \| \| \| 3.º \| Simon Pellaud \| Illuminate \| + 3 s \| \| \| 4.º \| Seo Joon-yong \| Corea del Sur \| + 4 s \| \| \| 5.º \| Raymond Kreder \| Team Ukyo \| + 6 s \| \| \| 6.º \| Lu Shao-hsuan \| China Taipéi \| + 7 s \| \| \| 7.º \| Rei Onodera \| Japón \| + 10 s \| \| \| 8.º \| Edwin Ávila \| Israel Cycling Academy \| + 10 s \| \| \| 9.º \| Luca Pacioni \| Wilier Triestina-Selle Italia \| + 10 s \| \| \| 10.º \| Roy Eefting \| Memil-CCN Pro Cycling \| + 10 s \| \| |                |                               |                 |
| |                |                               |                 |
| Fuente: ProCyclingStats |                |                               |                 |
| Clasificación general |                |                               |                 |
| Ciclista | Ciclista       | Equipo                        | Tiempo          |
| 1.º | Hayato Okamoto | Japón                         | 1 h 48 min 45 s |
| 2.º | Mario Vogt     | Team Sapura Cycling           | + 2 s           |
| 3.º | Simon Pellaud  | Illuminate                    | + 3 s           |
| 4.º | Seo Joon-yong  | Corea del Sur                 | + 4 s           |
| 5.º | Raymond Kreder | Team Ukyo                     | + 6 s           |
| 6.º | Lu Shao-hsuan  | China Taipéi                  | + 7 s           |
| 7.º | Rei Onodera    | Japón                         | + 10 s          |
| 8.º | Edwin Ávila    | Israel Cycling Academy        | + 10 s          |
| 9.º | Luca Pacioni   | Wilier Triestina-Selle Italia | + 10 s          |
| 10.º | Roy Eefting    | Memil-CCN Pro Cycling         | + 10 s          |

### 2ª etapa
| \| Clasificación de la etapa \| Clasificación de la etapa \| Clasificación de la etapa \| Clasificación de la etapa \| Clasificación de la etapa \| \| Ciclista \| Ciclista \| Equipo \| Tiempo \| \| \| ------------------------- \| ------------------------- \| ------------------------------- \| ------------------------- \| ------------------------- \| \| 1.º \| Robbie Hucker \| Team Ukyo \| 2 h 53 min 46 s \| \| \| 2.º \| Choe Hyeong-min \| Corea del Sur \| + 0 s \| \| \| 3.º \| Jonathan Clarke \| UnitedHealthcare \| + 0 s \| \| \| 4.º \| Félix Barón \| Illuminate \| + 0 s \| \| \| 5.º \| Chris Harper \| Bennelong-SwissWellness-Cervélo \| + 0 s \| \| \| 6.º \| Lennert Teugels \| Cibel-Cebon \| + 0 s \| \| \| 7.º \| Yukiya Arashiro \| Japón \| + 0 s \| \| \| 8.º \| Connor Brown \| Illuminate \| + 0 s \| \| \| 9.º \| Jimmy Janssens \| Cibel-Cebon \| + 0 s \| \| \| 10.º \| Luis Enrique Lemus \| Israel Cycling Academy \| + 0 s \| \| |                    |                                 |                 |
| |                    |                                 |                 |
| Fuente: ProCyclingStats |                    |                                 |                 |
| Clasificación de la etapa |                    |                                 |                 |
| Ciclista | Ciclista           | Equipo                          | Tiempo          |
| 1.º | Robbie Hucker      | Team Ukyo                       | 2 h 53 min 46 s |
| 2.º | Choe Hyeong-min    | Corea del Sur                   | + 0 s           |
| 3.º | Jonathan Clarke    | UnitedHealthcare                | + 0 s           |
| 4.º | Félix Barón        | Illuminate                      | + 0 s           |
| 5.º | Chris Harper       | Bennelong-SwissWellness-Cervélo | + 0 s           |
| 6.º | Lennert Teugels    | Cibel-Cebon                     | + 0 s           |
| 7.º | Yukiya Arashiro    | Japón                           | + 0 s           |
| 8.º | Connor Brown       | Illuminate                      | + 0 s           |
| 9.º | Jimmy Janssens     | Cibel-Cebon                     | + 0 s           |
| 10.º | Luis Enrique Lemus | Israel Cycling Academy          | + 0 s           |

| \| Clasificación general \| Clasificación general \| Clasificación general \| Clasificación general \| Clasificación general \| \| Ciclista \| Ciclista \| Equipo \| Tiempo \| \| \| --------------------- \| --------------------- \| ------------------------------- \| --------------------- \| --------------------- \| \| 1.º \| Robbie Hucker \| Team Ukyo \| 4 h 42 min 31 s \| \| \| 2.º \| Choe Hyeong-min \| Corea del Sur \| + 4 s \| \| \| 3.º \| Jonathan Clarke \| UnitedHealthcare \| + 6 s \| \| \| 4.º \| Lennert Teugels \| Cibel-Cebon \| + 9 s \| \| \| 5.º \| Connor Brown \| Illuminate \| + 10 s \| \| \| 6.º \| Yukiya Arashiro \| Japón \| + 10 s \| \| \| 7.º \| Félix Barón \| Illuminate \| + 10 s \| \| \| 8.º \| Jimmy Janssens \| Cibel-Cebon \| + 10 s \| \| \| 9.º \| Chris Harper \| Bennelong-SwissWellness-Cervélo \| + 10 s \| \| \| 10.º \| Luis Enrique Lemus \| Israel Cycling Academy \| + 10 s \| \| |                    |                                 |                 |
| |                    |                                 |                 |
| Fuente: ProCyclingStats |                    |                                 |                 |
| Clasificación general |                    |                                 |                 |
| Ciclista | Ciclista           | Equipo                          | Tiempo          |
| 1.º | Robbie Hucker      | Team Ukyo                       | 4 h 42 min 31 s |
| 2.º | Choe Hyeong-min    | Corea del Sur                   | + 4 s           |
| 3.º | Jonathan Clarke    | UnitedHealthcare                | + 6 s           |
| 4.º | Lennert Teugels    | Cibel-Cebon                     | + 9 s           |
| 5.º | Connor Brown       | Illuminate                      | + 10 s          |
| 6.º | Yukiya Arashiro    | Japón                           | + 10 s          |
| 7.º | Félix Barón        | Illuminate                      | + 10 s          |
| 8.º | Jimmy Janssens     | Cibel-Cebon                     | + 10 s          |
| 9.º | Chris Harper       | Bennelong-SwissWellness-Cervélo | + 10 s          |
| 10.º | Luis Enrique Lemus | Israel Cycling Academy          | + 10 s          |

### 3ª etapa
| \| Clasificación de la etapa \| Clasificación de la etapa \| Clasificación de la etapa \| Clasificación de la etapa \| Clasificación de la etapa \| \| Ciclista \| Ciclista \| Equipo \| Tiempo \| \| \| ------------------------- \| ------------------------- \| ------------------------------- \| ------------------------- \| ------------------------- \| \| 1.º \| Edwin Ávila \| Israel Cycling Academy \| 3 h 49 min 33 s \| \| \| 2.º \| Yukiya Arashiro \| Japón \| + 0 s \| \| \| 3.º \| Jonathan Clarke \| UnitedHealthcare \| + 0 s \| \| \| 4.º \| Hideto Nakane \| Nippo-Vini Fantini-Europa Ovini \| + 0 s \| \| \| 5.º \| Eder Frayre \| Elevate-KHS Pro Cycling \| + 0 s \| \| \| 6.º \| Serghei Țvetcov \| UnitedHealthcare \| + 0 s \| \| \| 7.º \| Sebastian Schönberger \| Hrinkow Advarics Cycleang \| + 0 s \| \| \| 8.º \| Alex Turrin \| Wilier Triestina-Selle Italia \| + 0 s \| \| \| 9.º \| Gianni Marchand \| Cibel-Cebon \| + 0 s \| \| \| 10.º \| Jason Lea \| Bennelong-SwissWellness-Cervélo \| + 0 s \| \| |                       |                                 |                 |
| |                       |                                 |                 |
| Fuente: ProCyclingStats |                       |                                 |                 |
| Clasificación de la etapa |                       |                                 |                 |
| Ciclista | Ciclista              | Equipo                          | Tiempo          |
| 1.º | Edwin Ávila           | Israel Cycling Academy          | 3 h 49 min 33 s |
| 2.º | Yukiya Arashiro       | Japón                           | + 0 s           |
| 3.º | Jonathan Clarke       | UnitedHealthcare                | + 0 s           |
| 4.º | Hideto Nakane         | Nippo-Vini Fantini-Europa Ovini | + 0 s           |
| 5.º | Eder Frayre           | Elevate-KHS Pro Cycling         | + 0 s           |
| 6.º | Serghei Țvetcov       | UnitedHealthcare                | + 0 s           |
| 7.º | Sebastian Schönberger | Hrinkow Advarics Cycleang       | + 0 s           |
| 8.º | Alex Turrin           | Wilier Triestina-Selle Italia   | + 0 s           |
| 9.º | Gianni Marchand       | Cibel-Cebon                     | + 0 s           |
| 10.º | Jason Lea             | Bennelong-SwissWellness-Cervélo | + 0 s           |

| \| Clasificación general \| Clasificación general \| Clasificación general \| Clasificación general \| Clasificación general \| \| Ciclista \| Ciclista \| Equipo \| Tiempo \| \| \| --------------------- \| --------------------- \| ------------------------------- \| --------------------- \| --------------------- \| \| 1.º \| Jonathan Clarke \| UnitedHealthcare \| 8 h 32 min 06 s \| \| \| 2.º \| Yukiya Arashiro \| Japón \| + 2 s \| \| \| 3.º \| Jimmy Janssens \| Cibel-Cebon \| + 11 s \| \| \| 4.º \| Edwin Ávila \| Israel Cycling Academy \| + 29 s \| \| \| 5.º \| Markus Freiberger \| Hrinkow Advarics Cycleang \| + 35 s \| \| \| 6.º \| Eder Frayre \| Elevate-KHS Pro Cycling \| + 39 s \| \| \| 7.º \| Hideto Nakane \| Nippo-Vini Fantini-Europa Ovini \| + 39 s \| \| \| 8.º \| Sebastian Schönberger \| Hrinkow Advarics Cycleang \| + 39 s \| \| \| 9.º \| Jason Lea \| Bennelong-SwissWellness-Cervélo \| + 39 s \| \| \| 10.º \| Alex Turrin \| Wilier Triestina-Selle Italia \| + 39 s \| \| |                       |                                 |                 |
| |                       |                                 |                 |
| Fuente: ProCyclingStats |                       |                                 |                 |
| Clasificación general |                       |                                 |                 |
| Ciclista | Ciclista              | Equipo                          | Tiempo          |
| 1.º | Jonathan Clarke       | UnitedHealthcare                | 8 h 32 min 06 s |
| 2.º | Yukiya Arashiro       | Japón                           | + 2 s           |
| 3.º | Jimmy Janssens        | Cibel-Cebon                     | + 11 s          |
| 4.º | Edwin Ávila           | Israel Cycling Academy          | + 29 s          |
| 5.º | Markus Freiberger     | Hrinkow Advarics Cycleang       | + 35 s          |
| 6.º | Eder Frayre           | Elevate-KHS Pro Cycling         | + 39 s          |
| 7.º | Hideto Nakane         | Nippo-Vini Fantini-Europa Ovini | + 39 s          |
| 8.º | Sebastian Schönberger | Hrinkow Advarics Cycleang       | + 39 s          |
| 9.º | Jason Lea             | Bennelong-SwissWellness-Cervélo | + 39 s          |
| 10.º | Alex Turrin           | Wilier Triestina-Selle Italia   | + 39 s          |

### 4ª etapa
| \| Clasificación de la etapa \| Clasificación de la etapa \| Clasificación de la etapa \| Clasificación de la etapa \| Clasificación de la etapa \| \| Ciclista \| Ciclista \| Equipo \| Tiempo \| \| \| ------------------------- \| ------------------------- \| ------------------------------- \| ------------------------- \| ------------------------- \| \| 1.º \| Cameron Bayly \| Bennelong-SwissWellness-Cervélo \| 3 h 59 min 16 s \| \| \| 2.º \| Cameron Piper \| Illuminate \| + 2 s \| \| \| 3.º \| Yukiya Arashiro \| Japón \| + 6 s \| \| \| 4.º \| Edwin Ávila \| Israel Cycling Academy \| + 6 s \| \| \| 5.º \| Alex Turrin \| Wilier Triestina-Selle Italia \| + 6 s \| \| \| 6.º \| Lennert Teugels \| Cibel-Cebon \| + 6 s \| \| \| 7.º \| Eder Frayre \| Elevate-KHS Pro Cycling \| + 6 s \| \| \| 8.º \| Robbie Hucker \| Team Ukyo \| + 6 s \| \| \| 9.º \| Filippo Zaccanti \| Nippo-Vini Fantini-Europa Ovini \| + 6 s \| \| \| 10.º \| Jonathan Clarke \| UnitedHealthcare \| + 6 s \| \| |                  |                                 |                 |
| |                  |                                 |                 |
| Fuente: ProCyclingStats |                  |                                 |                 |
| Clasificación de la etapa |                  |                                 |                 |
| Ciclista | Ciclista         | Equipo                          | Tiempo          |
| 1.º | Cameron Bayly    | Bennelong-SwissWellness-Cervélo | 3 h 59 min 16 s |
| 2.º | Cameron Piper    | Illuminate                      | + 2 s           |
| 3.º | Yukiya Arashiro  | Japón                           | + 6 s           |
| 4.º | Edwin Ávila      | Israel Cycling Academy          | + 6 s           |
| 5.º | Alex Turrin      | Wilier Triestina-Selle Italia   | + 6 s           |
| 6.º | Lennert Teugels  | Cibel-Cebon                     | + 6 s           |
| 7.º | Eder Frayre      | Elevate-KHS Pro Cycling         | + 6 s           |
| 8.º | Robbie Hucker    | Team Ukyo                       | + 6 s           |
| 9.º | Filippo Zaccanti | Nippo-Vini Fantini-Europa Ovini | + 6 s           |
| 10.º | Jonathan Clarke  | UnitedHealthcare                | + 6 s           |

| \| Clasificación general \| Clasificación general \| Clasificación general \| Clasificación general \| Clasificación general \| \| Ciclista \| Ciclista \| Equipo \| Tiempo \| \| \| --------------------- \| --------------------- \| ------------------------------- \| --------------------- \| --------------------- \| \| 1.º \| Yukiya Arashiro \| Japón \| 12 h 31 min 26 s \| \| \| 2.º \| Jonathan Clarke \| UnitedHealthcare \| + 2 s \| \| \| 3.º \| Jimmy Janssens \| Cibel-Cebon \| + 13 s \| \| \| 4.º \| Edwin Ávila \| Israel Cycling Academy \| + 31 s \| \| \| 5.º \| Markus Freiberger \| Hrinkow Advarics Cycleang \| + 37 s \| \| \| 6.º \| Eder Frayre \| Elevate-KHS Pro Cycling \| + 41 s \| \| \| 7.º \| Hideto Nakane \| Nippo-Vini Fantini-Europa Ovini \| + 41 s \| \| \| 8.º \| Alex Turrin \| Wilier Triestina-Selle Italia \| + 41 s \| \| \| 9.º \| Jason Lea \| Bennelong-SwissWellness-Cervélo \| + 41 s \| \| \| 10.º \| Gianni Marchand \| Cibel-Cebon \| + 41 s \| \| |                   |                                 |                  |
| |                   |                                 |                  |
| Fuente: ProCyclingStats |                   |                                 |                  |
| Clasificación general |                   |                                 |                  |
| Ciclista | Ciclista          | Equipo                          | Tiempo           |
| 1.º | Yukiya Arashiro   | Japón                           | 12 h 31 min 26 s |
| 2.º | Jonathan Clarke   | UnitedHealthcare                | + 2 s            |
| 3.º | Jimmy Janssens    | Cibel-Cebon                     | + 13 s           |
| 4.º | Edwin Ávila       | Israel Cycling Academy          | + 31 s           |
| 5.º | Markus Freiberger | Hrinkow Advarics Cycleang       | + 37 s           |
| 6.º | Eder Frayre       | Elevate-KHS Pro Cycling         | + 41 s           |
| 7.º | Hideto Nakane     | Nippo-Vini Fantini-Europa Ovini | + 41 s           |
| 8.º | Alex Turrin       | Wilier Triestina-Selle Italia   | + 41 s           |
| 9.º | Jason Lea         | Bennelong-SwissWellness-Cervélo | + 41 s           |
| 10.º | Gianni Marchand   | Cibel-Cebon                     | + 41 s           |

### 5ª etapa
| \| Clasificación de la etapa \| Clasificación de la etapa \| Clasificación de la etapa \| Clasificación de la etapa \| Clasificación de la etapa \| \| Ciclista \| Ciclista \| Equipo \| Tiempo \| \| \| ------------------------- \| ------------------------- \| ------------------------------- \| ------------------------- \| ------------------------- \| \| 1.º \| Luca Pacioni \| Wilier Triestina-Selle Italia \| 4 h 18 min 52 s \| \| \| 2.º \| Lucas Sebastián Haedo \| UnitedHealthcare \| + 0 s \| \| \| 3.º \| Raymond Kreder \| Team Ukyo \| + 0 s \| \| \| 4.º \| Jacob Tipper \| Memil-CCN Pro Cycling \| + 0 s \| \| \| 5.º \| Michael Freiberg \| Bennelong-SwissWellness-Cervélo \| + 0 s \| \| \| 6.º \| Imerio Cima \| Nippo-Vini Fantini-Europa Ovini \| + 0 s \| \| \| 7.º \| Seo Joon-yong \| KSPO-Bianchi Asia \| + 0 s \| \| \| 8.º \| José Alfredo Rodríguez \| Elevate-KHS Pro Cycling \| + 0 s \| \| \| 9.º \| Mohamad Izzat Abdul Halil \| Team Sapura Cycling \| + 0 s \| \| \| 10.º \| Ho Burr \| HKSI Pro Cycling Team \| + 0 s \| \| |                           |                                 |                 |
| |                           |                                 |                 |
| Fuente: ProCyclingStats |                           |                                 |                 |
| Clasificación de la etapa |                           |                                 |                 |
| Ciclista | Ciclista                  | Equipo                          | Tiempo          |
| 1.º | Luca Pacioni              | Wilier Triestina-Selle Italia   | 4 h 18 min 52 s |
| 2.º | Lucas Sebastián Haedo     | UnitedHealthcare                | + 0 s           |
| 3.º | Raymond Kreder            | Team Ukyo                       | + 0 s           |
| 4.º | Jacob Tipper              | Memil-CCN Pro Cycling           | + 0 s           |
| 5.º | Michael Freiberg          | Bennelong-SwissWellness-Cervélo | + 0 s           |
| 6.º | Imerio Cima               | Nippo-Vini Fantini-Europa Ovini | + 0 s           |
| 7.º | Seo Joon-yong             | KSPO-Bianchi Asia               | + 0 s           |
| 8.º | José Alfredo Rodríguez    | Elevate-KHS Pro Cycling         | + 0 s           |
| 9.º | Mohamad Izzat Abdul Halil | Team Sapura Cycling             | + 0 s           |
| 10.º | Ho Burr                   | HKSI Pro Cycling Team           | + 0 s           |

## Clasificaciones finales
Las clasificaciones finalizaron de la siguiente forma:

### Clasificación general
| \| Clasificación general \| Clasificación general \| Clasificación general \| Clasificación general \| Clasificación general \| \| Ciclista \| Ciclista \| Equipo \| Tiempo \| \| \| --------------------- \| --------------------- \| ------------------------------- \| --------------------- \| --------------------- \| \| 1.º \| Yukiya Arashiro \| Japón \| 16 h 50 min 18 s \| \| \| 2.º \| Jonathan Clarke \| UnitedHealthcare \| + 2 s \| \| \| 3.º \| Jimmy Janssens \| Cibel-Cebon \| + 13 s \| \| \| 4.º \| Edwin Ávila \| Israel Cycling Academy \| + 31 s \| \| \| 5.º \| Markus Freiberger \| Hrinkow Advarics Cycleang \| + 37 s \| \| \| 6.º \| Eder Frayre \| Elevate-KHS Pro Cycling \| + 41 s \| \| \| 7.º \| Jason Lea \| Bennelong-SwissWellness-Cervélo \| + 41 s \| \| \| 8.º \| Hideto Nakane \| Nippo-Vini Fantini-Europa Ovini \| + 41 s \| \| \| 9.º \| Alex Turrin \| Wilier Triestina-Selle Italia \| + 41 s \| \| \| 10.º \| Gianni Marchand \| Cibel-Cebon \| + 41 s \| \| |                   |                                 |                  |
| |                   |                                 |                  |
| Fuente: ProCyclingStats |                   |                                 |                  |
| Clasificación general |                   |                                 |                  |
| Ciclista | Ciclista          | Equipo                          | Tiempo           |
| 1.º | Yukiya Arashiro   | Japón                           | 16 h 50 min 18 s |
| 2.º | Jonathan Clarke   | UnitedHealthcare                | + 2 s            |
| 3.º | Jimmy Janssens    | Cibel-Cebon                     | + 13 s           |
| 4.º | Edwin Ávila       | Israel Cycling Academy          | + 31 s           |
| 5.º | Markus Freiberger | Hrinkow Advarics Cycleang       | + 37 s           |
| 6.º | Eder Frayre       | Elevate-KHS Pro Cycling         | + 41 s           |
| 7.º | Jason Lea         | Bennelong-SwissWellness-Cervélo | + 41 s           |
| 8.º | Hideto Nakane     | Nippo-Vini Fantini-Europa Ovini | + 41 s           |
| 9.º | Alex Turrin       | Wilier Triestina-Selle Italia   | + 41 s           |
| 10.º | Gianni Marchand   | Cibel-Cebon                     | + 41 s           |

### Clasificación por puntos
| Clasificación por puntos | Clasificación por puntos | Clasificación por puntos        | Clasificación por puntos | Clasificación por puntos |
| Ciclista                 | Ciclista                 | Equipo                          | Puntos                   |                          |
| ------------------------ | ------------------------ | ------------------------------- | ------------------------ | ------------------------ |
| 1.º                      | Edwin Ávila              | Israel Cycling Academy          | 38 pts                   |                          |
| 2.º                      | Yukiya Arashiro          | Japón                           | 28 pts                   |                          |
| 3.º                      | Seo Joon-yong            | KSPO-Bianchi Asia               | 28 pts                   |                          |
| 4.º                      | Raymond Kreder           | Team Ukyo                       | 26 pts                   |                          |
| 5.º                      | Luca Pacioni             | Wilier Triestina-Selle Italia   | 25 pts                   |                          |
| 6.º                      | Eder Frayre              | Elevate-KHS Pro Cycling         | 20 pts                   |                          |
| 7.º                      | Jonathan Clarke          | UnitedHealthcare                | 19 pts                   |                          |
| 8.º                      | Alex Turrin              | Wilier Triestina-Selle Italia   | 19 pts                   |                          |
| 9.º                      | Cameron Bayly            | Bennelong-SwissWellness-Cervélo | 15 pts                   |                          |
| 10.º                     | Hayato Okamoto           | Aisan Racing Team               | 15 pts                   |                          |

### Clasificación de la montaña
| Clasificación de la montaña | Clasificación de la montaña | Clasificación de la montaña | Clasificación de la montaña | Clasificación de la montaña |
| Ciclista                    | Ciclista                    | Equipo                      | Puntos                      |                             |
| --------------------------- | --------------------------- | --------------------------- | --------------------------- | --------------------------- |
| 1.º                         | Jimmy Janssens              | Cibel-Cebon                 | 34 pts                      |                             |
| 2.º                         | Choe Hyeong-min             | Geumsan Insam Cello         | 32 pts                      |                             |
| 3.º                         | Félix Barón                 | Illuminate                  | 29 pts                      |                             |
| 4.º                         | Robbie Hucker               | Team Ukyo                   | 21 pts                      |                             |
| 5.º                         | Lennert Teugels             | Cibel-Cebon                 | 16 pts                      |                             |
| 6.º                         | Seo Joon-yong               | KSPO-Bianchi Asia           | 15 pts                      |                             |
| 7.º                         | Edwin Ávila                 | Israel Cycling Academy      | 13 pts                      |                             |
| 8.º                         | Yukiya Arashiro             | Japón                       | 12 pts                      |                             |
| 9.º                         | Patrick Bosman              | Hrinkow Advarics Cycleang   | 12 pts                      |                             |
| 10.º                        | Jonathan Clarke             | UnitedHealthcare            | 11 pts                      |                             |

### Clasificación por equipos
| Clasificación por equipos | Clasificación por equipos       | Clasificación por equipos | Clasificación por equipos |
| Equipo                    | Equipo                          | Tiempo                    |                           |
| ------------------------- | ------------------------------- | ------------------------- | ------------------------- |
| 1.º                       | Cibel-Cebon                     | 50 h 33 min 12 s          |                           |
| 2.º                       | Nippo-Vini Fantini-Europa Ovini | + 1 min 30 s              |                           |
| 3.º                       | Bennelong-SwissWellness-Cervélo | + 1 min 53 s              |                           |
| 4.º                       | Illuminate                      | + 2 min 47 s              |                           |
| 5.º                       | Israel Cycling Academy          | + 3 min 41 s              |                           |
| 6.º                       | UnitedHealthcare                | + 3 min 44 s              |                           |
| 7.º                       | Wilier Triestina-Selle Italia   | + 4 min 18 s              |                           |
| 8.º                       | Hrinkow Advarics Cycleang       | + 8 min 49 s              |                           |
| 9.º                       | Japón                           | + 21 min 25 s             |                           |
| 10.º                      | Team Ukyo                       | + 21 min 57 s             |                           |

## Evolución de las clasificaciones
| Etapa                   | Vencedor                | Clasificación general | Clasificación por puntos | Clasificación de la montaña | Clasificación por equipos |
| ----------------------- | ----------------------- | --------------------- | ------------------------ | --------------------------- | ------------------------- |
| 1ª                      | Hayato Okamoto          | Hayato Okamoto        | Hayato Okamoto           | No entregado                | Japón                     |
| 2ª                      | Robbie Hucker           | Robbie Hucker         | Hayato Okamoto           | Félix Barón                 | Team Illuminate           |
| 3ª                      | Edwin Ávila             | Jonathan Clarke       | Edwin Ávila              | Choe Hyeong-min             | Cibel-Cebon               |
| 4ª                      | Cameron Bayly           | Yukiya Arashiro       | Edwin Ávila              | Jimmy Janssens              | Cibel-Cebon               |
| 5ª                      | Luca Pacioni            | Yukiya Arashiro       | Edwin Ávila              | Jimmy Janssens              | Cibel-Cebon               |
| Clasificaciones finales | Clasificaciones finales | Yukiya Arashiro       | Edwin Ávila              | Jimmy Janssens              | Cibel-Cebon               |

## UCI World Ranking
El Tour de Taiwán otorga puntos para el UCI Asia Tour 2018 y el UCI World Ranking, este último para corredores de los equipos en las categorías UCI WorldTeam, Profesional Continental y Equipos Continentales. Las siguientes tablas muestran el baremo de puntuación y los 10 corredores que obtuvieron más puntos:
| Posición              | 1.º | 2.º | 3.º | 4.º | 5.º | 6.º | 7.º | 8.º | 9.º | 10.º | 11.º | 12.º | 13.º-15.º | 16.º-25.º |
| Clasificación general | 125 | 85  | 70  | 60  | 50  | 40  | 35  | 30  | 25  | 20   | 15   | 10   | 5         | 3         |
| Por etapa             | 14  | 5   | 3   |     |     |     |     |     |     |      |      |      |           |           |
| Líder                 | 3   |     |     |     |     |     |     |     |     |      |      |      |           |           |

| Clasificación | Clasificación     | Clasificación                   | Clasificación | Clasificación | Clasificación | Clasificación |
| Posición      | Ciclista          | Equipo                          | General       | Etapa         | Líder         | Total         |
| ------------- | ----------------- | ------------------------------- | ------------- | ------------- | ------------- | ------------- |
| 1.º           | Yukiya Arashiro   | Selección de Japón              | 125           | 8             | 3             | 136           |
| 2.º           | Jonathan Clarke   | UnitedHealthcare                | 85            | 6             | 3             | 94            |
| 3.º           | Edwin Ávila       | Israel Cycling Academy          | 60            | 14            | -             | 74            |
| 4.º           | Jimmy Janssens    | Cibel-Cebon                     | 70            | -             | -             | 70            |
| 5.º           | Markus Freiberger | Hrinkow Advarics Cycleang       | 50            | -             | -             | 50            |
| 6.º           | Eder Frayre       | Elevate-KHS                     | 40            | -             | -             | 40            |
| 7.º           | Jason Lea         | Bennelong SwissWellness         | 35            | -             | -             | 35            |
| 8.º           | Hideto Nakane     | Nippo-Vini Fantini-Europa Ovini | 30            | -             | -             | 30            |
| 9.º           | Alex Turrin       | Wilier Triestina-Selle Italia   | 25            | -             | -             | 25            |
| 10.º          | Robbie Hucker     | Ukyo                            | 5             | 14            | 3             | 22            |